# (10226) Seishika
(10226) Seishika (1997 VK5) – planetoida z pasa głównego asteroid okrążająca Słońce w ciągu 3,92 lat w średniej odległości 2,49 j.a. Odkryta 8 listopada 1997 roku.